# Punch and Judy

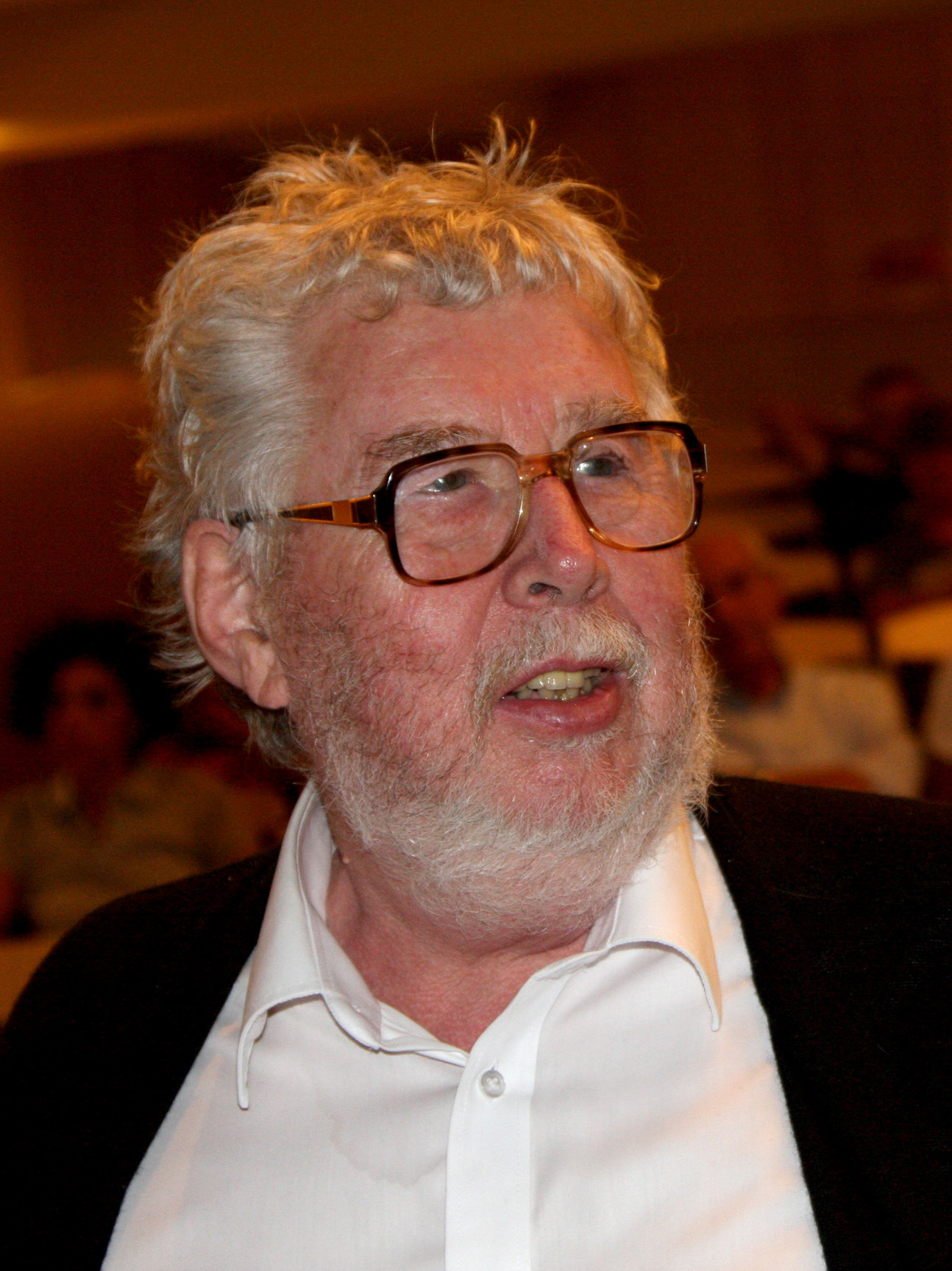
Retrat de Harrison Birtwistle.

Punch and Judy és una òpera en un acte amb música de Harrison Birtwistle i un llibret de Stephen Pruslin, basada en les titelles homònimes. Birtwistle va escriure la partitura des de 1966 fins a 1967. L'òpera es va estrenar en el Festival d'Aldeburgh, que havia encarregat l'obra, el 8 de juny de 1968, amb David Atherton dirigint a l'English Opera Group. En el repartiment de l'estrena va cantar John Cameron com Mr Punch.
L'obra va causar gran controvèrsia als membres del públic, a causa de la violència de la trama i la naturalesa de la música. Es diu que Benjamin Britten va abandonar l'estrena en el descans.